# Peru nos Jogos Olímpicos de Verão de 1980
O Peru competiu nos Jogos Olímpicos de Verão de 1980, realizados em Moscou, União Soviética.